# Jordan Nolan
Jordan Nolan (ur. 23 czerwca 1989 w Garden River) – kanadyjski hokeista grający na pozycji napastnika (centra), dwukrotny zdobywca Pucharu Stanleya (2012, 2014).

## Przebieg kariery klubowej
- St. Catharines Midget AAA Sabres (2004–2005)
- Erie Otters (2005–2006)
- Windsor Spitfires (2006–2008)
- Sault Ste. Marie Greyhounds (2008–2010)
- Ontario Reign (2010)
- Manchester Monarchs (2010–2011)
- Los Angeles Kings (2011–)
  -  Manchester Monarchs (2011–2012)
  -  Manchester Monarchs (2012–2013)

## Kariera

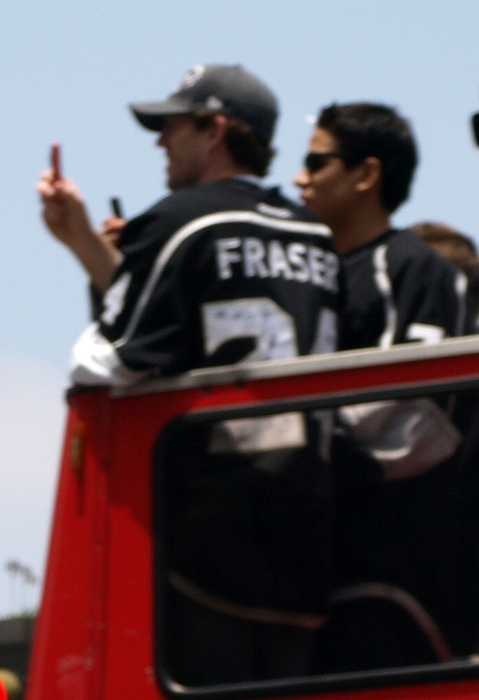
Jordan Nolan (z prawej) i Colin Fraser podczas fety z okazji zdobycia Pucharu Stanleya 2012.

Jordan Nolan karierę sportową rozpoczął w 2004 roku w młodzieżowym klubie ligi OMHA – St. Catharines Midget AAA Sabres. Następnie w sezonie 2005/2006 reprezentował barwy ligi OHL - Erie Otters, następnie reprezentował barwy innych klubów tej ligi - Windsor Spitfires (2006–2008) i Sault Ste. Marie Greyhounds (2008–2010).
Znakomite występy w Sault Ste. Marie Greyhounds w sezonie 2008/2009 spowodowały, że talent Nolana zauważyli działacze klubu ligi NHL – Los Angeles Kings, którzy dnia 27 czerwca 2009 roku wybrali go w siódmej rundzie draftu NHL z numerem 186. Następnie przez kilka miesięcy reprezentował klub farmerski Los Angeles Kings, grającego w lidze ECHL - Ontario Reign.
Dnia 5 października 2010 roku Nolan podpisał trzyletni kontrakt z klubem ligi NHL – Los Angeles Kings. W latach 2010–2011 grał w klubie farmerskim Los Angeles Kings, grającego w lidze AHL - Manchester Monarchs. W sezonie 2011/2012 reprezentował klub ligi NHL – Los Angeles Kings, w którym zaliczył debiut w lidze, dnia 11 lutego 2012 roku w przegranym 1:2 meczu domowym z Nashville Predators, w którym Nolan spędził 2 minuty na ławce kar za ingerencję, a dzień później, dnia 12 lutego 2012 roku strzelił swoją pierwszą bramkę w lidze NHL, pokonując w 11. minucie meczu domowego z Dallas Stars, z którym zakończył się zwycięstwem królów 4:2, bramkarza Gwiazd - Jonathana Quicka, a asysty przy tej bramce zaliczyli Mike Richards i Dwight King. Już w pierwszym sezonie w lidze NHL zdobył pierwszy w swojej karierze Puchar Stanleya oraz rozegrał 26 meczów, w których zdobył 4 punkty (2 bramki, 2 asysty) oraz spędził 28 minut na ławce kar, a w fazie play-off rozegrał 20 meczów, w których zdobył 2 punkty (1 bramka, 1 asysta) oraz spędził 20 minut na ławce kar. Po raz drugi sięgnął po to trofeum w sezonie 2013/2014.

## Statystyki
| 2004-2005               | St. Catharines Midget AAA Sabres | OMHA                    | 42  | 28 | 34 | 62  | 154 | –   | –  | – | – | –  | – | – | – | –  |
| 2005-2006               | Erie Otters                      | OHL                     | 33  | 3  | 4  | 7   | 20  | +1  | 0  | 0 | – | –  | – | – | – | –  |
| 2006-2007               | Windsor Spitfires                | OHL                     | 60  | 11 | 16 | 27  | 100 | –20 | 1  | 2 | – | 5  | 3 | 0 | 3 | 2  |
| 2007-2008               | Windsor Spitfires                | OHL                     | 62  | 13 | 14 | 27  | 69  | +9  | 11 | 1 | – | 5  | 1 | 1 | 2 | 4  |
| 2008-2009               | Sault Ste. Marie Greyhounds      | OHL                     | 64  | 16 | 27 | 43  | 158 | –17 | 6  | 1 | 0 | –  | – | – | – | –  |
| 2009-2010               | Sault Ste. Marie Greyhounds      | OHL                     | 49  | 23 | 25 | 48  | 88  | +5  | 11 | 1 | – | 5  | 1 | 1 | 2 | 4  |
| 2009-2010               | Ontario Reign                    | ECHL                    | 3   | 1  | 1  | 2   | 4   | +3  | 0  | 0 | 0 | –  | – | – | – | –  |
| 2010-2011               | Manchester Monarchs              | AHL                     | 75  | 5  | 12 | 17  | 115 | –2  | 1  | 1 | 2 | –  | – | – | – | –  |
| 2011-2012               | Manchester Monarchs              | AHL                     | 40  | 9  | 13 | 22  | 119 | +6  | 2  | 2 | 1 | –  | – | – | – | –  |
| 2011-2012               | Los Angeles Kings                | NHL                     | 26  | 2  | 2  | 4   | 28  | +2  | 0  | 0 | 1 | 20 | 1 | 1 | 2 | 21 |
| 2012-2013               | Manchester Monarchs              | AHL                     | 21  | 2  | 4  | 6   | 21  | –3  | –  | – | – | –  | – | – | – | –  |
| 2012-2013               | Los Angeles Kings                | NHL                     | 44  | 2  | 4  | 6   | 46  | –5  | –  | – | – | 7  | 0 | 0 | 0 | 4  |
| 2013-2014               | Los Angeles Kings                | NHL                     | 64  | 6  | 4  | 10  | 54  | –1  | 0  | 0 | 1 | 3  | 0 | 0 | 0 | 2  |
| 2014-2015               | Los Angeles Kings                | NHL                     | 60  | 6  | 3  | 9   | 54  | –6  | 0  | 0 | 1 | –  | – | – | – | –  |
| 2015-2016               | Los Angeles Kings                | NHL                     | 52  | 0  | 5  | 5   | 38  | 0   | 0  | 0 | 0 | –  | – | – | – | –  |
| 2016-2017               | Los Angeles Kings                | NHL                     | 46  | 4  | 4  | 8   | 44  | –3  | 0  | 0 | 0 | –  | – | – | – | –  |
| Razem w OMHA (1 sezon)  | Razem w OMHA (1 sezon)           | Razem w OMHA (1 sezon)  | 42  | 28 | 34 | 62  | 154 | –   | –  | – | – | –  | – | – | – | –  |
| Razem w OHL (5 sezonów) | Razem w OHL (5 sezonów)          | Razem w OHL (5 sezonów) | 268 | 66 | 86 | 152 | 435 | –22 | 22 | 5 | – | 10 | 4 | 1 | 5 | 6  |
| Razem w ECHL (1 sezon)  | Razem w ECHL (1 sezon)           | Razem w ECHL (1 sezon)  | 3   | 1  | 1  | 2   | 4   | +3  | –  | – | – | –  | – | – | – | –  |
| Razem w AHL (3 sezony)  | Razem w AHL (3 sezony)           | Razem w AHL (3 sezony)  | 136 | 16 | 29 | 45  | 255 | +1  | 3  | 3 | 3 | –  | – | – | – | –  |
| Razem w NHL (6 sezonów) | Razem w NHL (6 sezonów)          | Razem w NHL (6 sezonów) | 292 | 20 | 22 | 42  | 264 | –13 | 0  | 0 | 3 | 30 | 1 | 1 | 2 | 27 |

## Sukcesy

### Los Angeles Kings
- Puchar Stanleya: 2012, 2014

## Życie prywatne
Jordan Nolan urodził się w okolicach Sault Ste. Marie w prowincji Ontario. Pochodzi z plemienia Odżibwejów (ze strony ojca) oraz Malecite (ze strony matki) – Indian kanadyjskich. Jest synem hokeisty, trenera - Teda Nolana i Sandry. Ma brata Brandona (ur. 1983) - również hokeistę. Ma żonę Laurę Colellę.